# Ернст Толер (награда)
Литературната награда „Ернст Толер“ (на немски: Ernst-Toller-Preis) е учредена през 1993 г. от Дружество Ернст Толер, Лайънс-клъб и град Нойбург на Дунав. Дава се в памет на писателя Ернст Толер „за особени творчески постижения в граничната област на литература и политика“.
Наградата се присъжда на всеки две години и възлиза на 5000 €.

## Носители на наградата (подбор)
- Алберт Остермайер (1997)
- Феликс Митерер (2001)
- Гюнтер Грас (2007)
- Кристоф Рансмайр (2013)